# 나주종합스포츠파크
나주종합스포츠파크(羅州綜合스포츠파크, Naju Sports Park)은 대한민국 전라남도 나주시에 있는 스포츠 시설 단지이다. 나주종합운동장, 보조경기장 등이 갖춰져 있다.

## 참고 문헌
- “나주시 체육시설”. 《나주시청》. 나주시청.
- “나주시 체육시설 소개”. 《나주시 체육시설물 예약 포털》. 나주시청.
- 《2019년 전국 공공체육시설 현황 (2018년말 기준)》. 대한민국 문화체육관광부. 2020.

## 같이 보기
- 나주종합운동장